# Тутельян, Карекин Оганесович
Карекин Оганесович Тутельян — заместитель главного инженера института «ВНИПИгаздобыча», лауреат Государственной премии СССР в области науки и техники (1982).
Родился 28 ноября 1929 г. в Острогожске Воронежской области. Отец, Оганес Арутюнович, мастер-технолог винодельческого производства, в 1938 г. был репрессирован. После этого семья переехала в село Золотое Саратовской области, а затем в Саратов.
Там в 1942 г. Карекин Тутельян поступил в ремесленное училище № 13 системы «Трудовые резервы» (училище связи). После занятий работал на заготовке дров. Награждён медалью «За доблестный труд в Великой Отечественной войне 1941—1945 гг.».
В училище получил специальность надсмотрщика радиофикации первого класса и сначала работал там же помощником мастера, с 1944 г. — в различных организациях радиомастером, радиомехаником, линейным монтером.
В 1949—1953 гг. служил в армии старшим радиомехаником авиационной эскадрильи.
В 1953 г. уволился в запас и поступил в Саратовский нефтяной техникум на механическое отделение. После его окончания работал старшим мастером в «Востокгипромгазе» (с 1971 г. — «ВНИПИгаздобыча»). Без отрыва от производства учился на факультете машин и оборудования нефтяных и газовых промыслов Всесоюзного заочного политехнического института по специальности «Разработка нефтяных и газовых месторождений» (1958—1964). С 1960 г. инженер, с 1963 г. руководитель группы.
С 1965 г. главный инженер проектов. В том числе руководил проектированием Мубарекского комплекса по добыче, транспортировке и переработке сероводородосодержащих газов в Узбекистане (1966—1974), за что в составе коллектива стал лауреатом премии Совета Министров СССР (1981). За успешное выполнение заданий на строительстве и освоении мощностей первой очереди Шатлыкского газоконденсатного месторождения и магистрального газопровода Шатлык — Хива (1975) награждён орденом Трудового Красного Знамени.
С 1976 по 1991 год заместитель главного инженера «ВНИПИгаздобычи». В 1991 году вернулся на должность главного инженера проектов. Работал в институте до 2007 года.
В 1982 году вместе с генеральным директором А. В. Буераковым и другими авторами удостоен Государственной премии СССР — за разработку и внедрение научно-технических решений, обеспечивших ускоренное создание крупного Шатлыкского газодобывающего комплекса на базе прогрессивной технологии и отечественного оборудования большой единичной мощности.
Награждён нагрудными знаками «Почётный работник газовой промышленности», «Отличник Министерства газовой промышленности», тремя серебряными медалями ВДНХ (1975,1977, 1980).